# Rewakiwci
Rewakiwci (ukr. Реваківці) – wieś na Ukrainie, w obwodzie czerniowieckim, w rejonie czerniowieckim, w hromadzie Nepołokiwci. W 2019 liczyła 812 mieszkańców.